# “ヘーコキ”ましたね
「“ヘーコキ”ましたね」は、日本の音楽バンド「MEN'S 5」の3枚目のシングル。作詞は淡谷三治、作曲は淡谷盆帆。

## 曲想
曲は駅のトイレやエレベーターの中などで放屁し、平然としている者に対して居合わせた者が抱く恨みの感情を描いた内容で、この曲をMEN'S 5がダークダックスを想起させる曲調で歌う。MEN'S 5バンマス陣次郎によれば、放屁を取り上げているのは受け狙いではなく、「愛」というテーマのもとに作った曲だという。

## 発売
MEN'S 5の3枚目のシングルとして1994年7月に発売された。元々、3月のライブで披露して好評だったことから、アルバム『SOUL SKINSHIP』と同時に発売するシングル曲として候補に挙がった。しかし「“ヘーコキ”ましたね」をA面とすることに発売元のポニーキャニオンの宣伝担当者が難色を示したことから、同梱の『ソウルお父さん』をA面として発売された。また、初期プレス枚数も1000枚と最低限の扱いであった。
しかしTOKYO-FMのラジオ番組「赤坂泰彦のミリオンナイツ」「CHAGEのラジ王」が争ってこの曲を取り上げたことから人気を得た。有線では食事時を避け、午前11時半、午後4時半、午後8時半の1日3回に放送が制限されたが、こうした障害にもかかわらず順位を上げ、9月末集計分では松任谷由実をおさえて10位に、リクエスト数では1位となったところもあった。出荷枚数が少なかったことから送信所によっては音源を持っておらず、リクエストの高まりに慌てて音源を探し回る事態となった。CDも品切れ状態となったことから、ポニーキャニオンは有線の各送信所にサンプルを配布するとともに、9月下旬からは既発のCDに「“ヘーコキ”ましたね」を収録している旨を示したシールを貼付して出荷、さらに10月28日出荷分からはジャケットを刷り直したものを出荷して対応した。オリコンのシングルチャートでは9月26日付でチャートに入り、10月31日付チャートでは39位を記録した。
MEN'S 5はこの曲で平成6年度全日本有線放送大賞新人賞を受賞することになった。また、この年のシングルの売り上げは10万枚を超えるヒットとなり、「“ヘーコキ”ましたね」はMEN'S 5の代表曲となった。1995年に開催され、後にビデオ化された渋谷公会堂でのライブでは、オープニングにこの曲が演奏された。